# Escala hexafônica

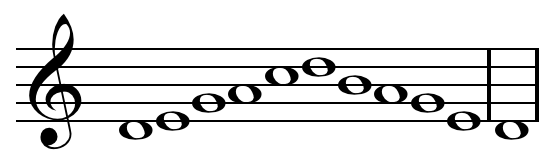
Yo scale on D ascending & descending.

A escala hexafônica ou escala hexafónica é uma escala musical de organização melódica, formada por seis notas musicais, que não possui um formato absoluto de distribuição intervalar. A sua forma mais comum é a escala de tons inteiros, formada somente por intervalos de um tom entre as notas.

## Descrição
A escala de tons inteiros forma-se, estabelecendo uma tônica e, sobre esta, mais cinco notas, respeitando o intervalo de um tom entre elas.
Seu campo harmônico e formado somente por acordes aumentados, por exemplo: dó, ré, mi, fá sustenido, sol sustenido e lá sustenido.

## Exemplos
1. Partindo da tonalidade de dó maior:
- dó - ré - mi - fá# - sol# - sib

2. Partindo da tonalidade de sol:
- sol - lá - si - dó# - ré# - fá

## Outras formas
Pouco comuns, podem ocorrer outras formas de organização com seis notas, que, não tendo um padrão definido, ficam a critério do compositor. A título ilustrativo, damos algumas possibilidades:
1. Excluir a dominante (causa um efeito de menor tensão)
- dó - ré - mi - fá - lá - si

2. Aleatório
- sol - lá - si - dó - ré# - fá#

## Consultar também
- teoria musical
- escala diatônica
- escala musical
- escala exótica